# برايس لورورث (أنغلزي)
برايس لورورث (بالإنجليزية: Prys-Iorwerth)‏ هي منطقة سكنية تقع في ويلز في أنغلزي.